# Xavier Turull i Ventosa
Xavier Turull i Ventosa (Barcelona, 23 d'abril del 1896 – 25 de juny del 1934) va ser un arquitecte català, autor de les cases barates d'Horta i de diverses obres a la Garriga, on n'és possiblement l'autor noucentista més important.
Després d'estudiar als Jesuïtes de Casp, Francesc Xavier Turull començà la carrera d'arquitectura l'any 1912, i l'acabà el 1920. En els darrers anys de la carrera treballà per a l'arquitecte Bernardí Martorell. El 17 de juny del 1931 va ser admès al GATCPAC (Grup d'Artistes i Tècnics Catalans per al Progrés de l'Arquitectura Contemporània). L'any 1932 fou nomenat arquitecte de la Junta Provincial de Beneficència de Barcelona. Morí una nit de revetlla per un desgraciat accident pirotècnic.
El seu fill, Xavier Turull i Creixell, va ser violinista i compositor, i el seu net Xavier Turull i Piera és percussionista del conjunt Ojos de brujo.

## Obres
- 1924, reforma de la «Torre dels Ocells» (Can Creixell), de la Garriga (ronda del Carril 78)
- 1924, escola Sant Lluís de la Garriga (ronda del Carril)
- 1924, Casino de la Garriga
- 1925, Patronat parroquial de la Garriga (passeig de la Garriga)
- 1925, reforma de la «Casa Carles Vives i Pujol» (Casa Ramos)[2] de la Garriga (plaça del Silenci)
- 1926, «Casa Joan Font i Creus» de la Garriga (carrer del Forn)
- 1927, taller al carrer de la Diputació, a Barcelona
- 1928, cases barates d'Horta (Grup d'Habitatges Ramon Albó): 534 cases[3]
- 1928, projecte per al nou santuari de la «Virgen de la Soledad», a Badajoz, que no es realitzà. El nou temple fou obra de Martín Corral Aguirre[4]
- 1930, botiga al carrer Santa Clara, de Vic[5]
- 1930, «Casa Avel·lí Montenegro» a Sitges (carrer de Roma 13)
- 1932, ampliació de la casa «Josep M. Valón», al Masnou, feta el 1935 per Pere Benavent de Barberà i Abelló sobre plànols de Xavier Turull
- 1933, «Casa Esteve Fernàndez» i hangar per a avioneta a la Garriga (al lloc de Rosanes)[6]
- 1933, casa «Nicet Herraiz», al Masnou